# Terzan 7
Terzan 7 ist ein Kugelsternhaufen in der Sagittarius-Zwerggalaxie, der im Jahr 1968 von dem Astronomen Agop Terzan am Observatoire de Lyon entdeckt wurde.
Während nahezu alle Kugelsternhaufen im Milchstraßen-Halo vor 12–15 Milliarden Jahren entstanden, wird für Terzan 7 und einige andere, vornehmlich zur Sagittarius-Zwerggalaxie gehörende Kugelsternhaufen eine deutlich spätere Entstehung angenommen. Diese Daten lassen vermuten, dass auch Terzan 7 dort entstanden ist.